# Route nationale 300
Pour les articles homonymes, voir Route nationale 300 (homonymie).
La route nationale 300 ou RN 300 est une route nationale française reliant l'A9 (sortie 33) à Sète. Elle ne traverse aucun village.
Le décret du 5 décembre 2005 a entraîné son transfert au département de l'Hérault, elle est renumérotée D 600.

## Tracé
- Échangeur entre A9 et RD 600
- Péage
- D 613 : Poussan, Bouzigues, Loupian, Mèze, Clermont-l'Hérault, Béziers, Millau, Gigean, Fabrègues, Villeveyrac, Montpellier
- D 2 : Balaruc-le-Vieux, Balaruc-les-Bains
- : Centre commercial de Balaruc-le-Vieux
- D 129 : Balaruc-les-Bains, Frontignan
- Giratoire : rond-point Salvador-Allende
- Giratoire avec la RD 612